# CANDY☆POP☆SWEET☆HEART
「CANDY☆POP☆SWEET☆HEART」是日本配音員新谷良子的第八張單曲。商品編號為LACM-4262。

## 收錄曲
1. CANDY☆POP☆SWEET☆HEART
  - 作詞・作曲・編曲：R・O・N
  - 電視動畫《小心啊公主》片尾曲
2. from STUDIO☆BAMBI
  - 作詞：三重野瞳、作曲：田村信二、編曲：宮崎誠
3. CANDY☆POP☆SWEET☆HEART（off vocal）
4. （off vocal）